# Tadeo García Zalazar
Manuel Tadeo García Zalazar (Jujuy, Argentina, 31 de diciembre de 1975) es un politólogo y político argentino, perteneciente a la Unión Cívica Radical. Es el actual ministro de Educación, Cultura, Infancias y director general de Escuelas (DGE) de la provincia de Mendoza.
Fue diputado provincial de Mendoza y dos veces  intendente de Godoy Cruz. García Zalazar asumió su segundo mandato el 10 de diciembre de 2019. Además fue presidente la UCR de la provincia de Mendoza desde el año 2020 hasta el 2023.
Tadeo García Zalazar, es hijo de Marina Larice y Manuel García Zalazar, y el mayor de tres hermanos varones. A los tres años su familia se instaló en Villa Mercedes, San Luis, donde realizó sus estudios primarios y secundarios para luego comenzar la universidad en la provincia de Mendoza. En 1999 se recibió de licenciado en Ciencia Política y Administración Pública, de la Facultad de Ciencias Políticas y Sociales de la UNCuyo. Durante sus años de estudiante fue dirigente de la agrupación universitaria Franja Morada. Ha realizado posgrados en instituciones académicas de Chile, Francia y Estados Unidos. 
Está casado con María Cecilia Orueta con quien tiene dos hijas. 
García Zalazar practica ciclismo, ha participado en competencias integrando en 2017, 2018 y 2019 el equipo de la Municipalidad de Godoy Cruz junto a otros ciclistas en el Desafío Río Pinto, Córdoba, una de las carreras de ciclismo de montaña más importantes del país. Además asistió a la competición "Desafío Madryn" (Puerto Madryn), en 2017, como integrante del equipo que representó a Godoy Cruz.

## Trayectoria en la función pública
Ha desempeñado cargos a nivel municipal, provincial y nacional. En la comuna de Godoy Cruz fue director de Vivienda, secretario de Ambiente, Obras y Servicios Públicos, durante la intendencia de Cesar Biffi. Luego ocupó la Secretaría de Gobierno en los dos primeros años de la gestión de Alfredo Cornejo. A nivel nacional fue director general de Relaciones Institucionales del Senado de la Nación (2009 al 2011) en la vicepresidencia de Julio Cobos. 

## Su rol como diputado provincial
En las elecciones del 23 de octubre de 2011 fue elegido diputado provincial de Mendoza y las siguientes son Leyes provinciales de su autoría: la N.º 8429; la N.º 8744; N.º 8763;  la ley N.º 8852. Además de la ley provincial N.º 8632 (la que marca la prohibición en todo el territorio de la Provincia de Mendoza, de la utilización, tenencia, acopio, exhibición para venta, fabricación para uso particular y/o expendio al público de los artificios de pirotecnia y cohetería) y la ley N.º 8828 (creación del Programa Provincial de Promoción y Fomento de Equipos de Generación de Energía Solar en Viviendas Familiares).

## Primera intendencia[14](2015-2019)
El 25 de octubre de 2015, el candidato radical resultó electo intendente del municipio de Godoy Cruz, sucediendo en el cargo al politólogo mendocino Alfredo Cornejo
. Sostenibilidad ambiental: su gestión se caracterizó por el cuidado del medio ambiente, con un marcado impulso de las energías alternativas en todo el territorio mediante la construcción de plazas solares y la reconversión del alumbrado público a LED, ya que una de las metas planteadas es que Godoy Cruz llegue a ser la primera ciudad de Argentina en convertirse en Carbono Neutral en el 2030.

### Acciones frente al Cambio Climático
La gestión de García Zalazar relacionada con este tema se da de manera integrada conformando redes con organizaciones civiles y gobiernos locales que trabajan y accionan juntos contra el cambio climático. En Godoy Cruz se han implementado los siguientes programas: Generación de puntos verdes; Recolección diferenciada de residuos sólidos urbanos; Programa municipal de recuperadores urbanos; Programa Basta de TAS de la ONU, en Nueva York.

#### Red argentina de municipios frente al cambio climático (RAMCC)
La Municipalidad de Godoy Cruz integra desde el 2016 la “Red argentina de municipios frente al cambio climático”, red conformada por más de 100 municipios de todo el país que trabajan mediante planes estratégicos para hacer frente al cambio climático y desde el 14 de febrero de 2019 Tadeo García Zalazar integra la Comisión de intendentes. Además presidió el Fideicomiso de la Red Argentina de Municipios Frente al Cambio Climático (RAMCC), fideicomiso que tiene como objetivo ejecutar proyectos o programas climáticos conjuntos a escala subnacional, a partir de la movilización de recursos locales, nacionales e internacionales, fomentando la economía de escala y el trabajo en red.

#### Política habitacional y de vivienda
Conformó un fideicomiso público para construcción de viviendas para la clase media (denominados Constituyentes I y Constituyentes II  ), son acciones que comenzaron hace varios años y continúan llevándose adelante en su segunda gestión al frente de la intendencia.

## Segunda intendencia (2019-2023)
En las elecciones del 29 de septiembre de 2019 García Zalazar fue reelegido como intendente logrando el 59,46% de los votos, venciendo a la candidata del Partido Justicialista quien obtuvo el 27,37% de los sufragios. El 10 de diciembre de 2019, en su discurso de asunción se destacó que en esta etapa de gestión, su gabinete tendrá paridad de género.

## Su desempeño político partidario.
Desde el 12 de febrero del 2020  y hasta diciembre del 2023, Tadeo García Zalazar ocupó la presidencia del UCR Provincia de Mendoza. Su predecesor fue el exgobernador de Mendoza, Rodolfo Suárez. 